# Biserica Seminarului Greco-Catolic din Oradea

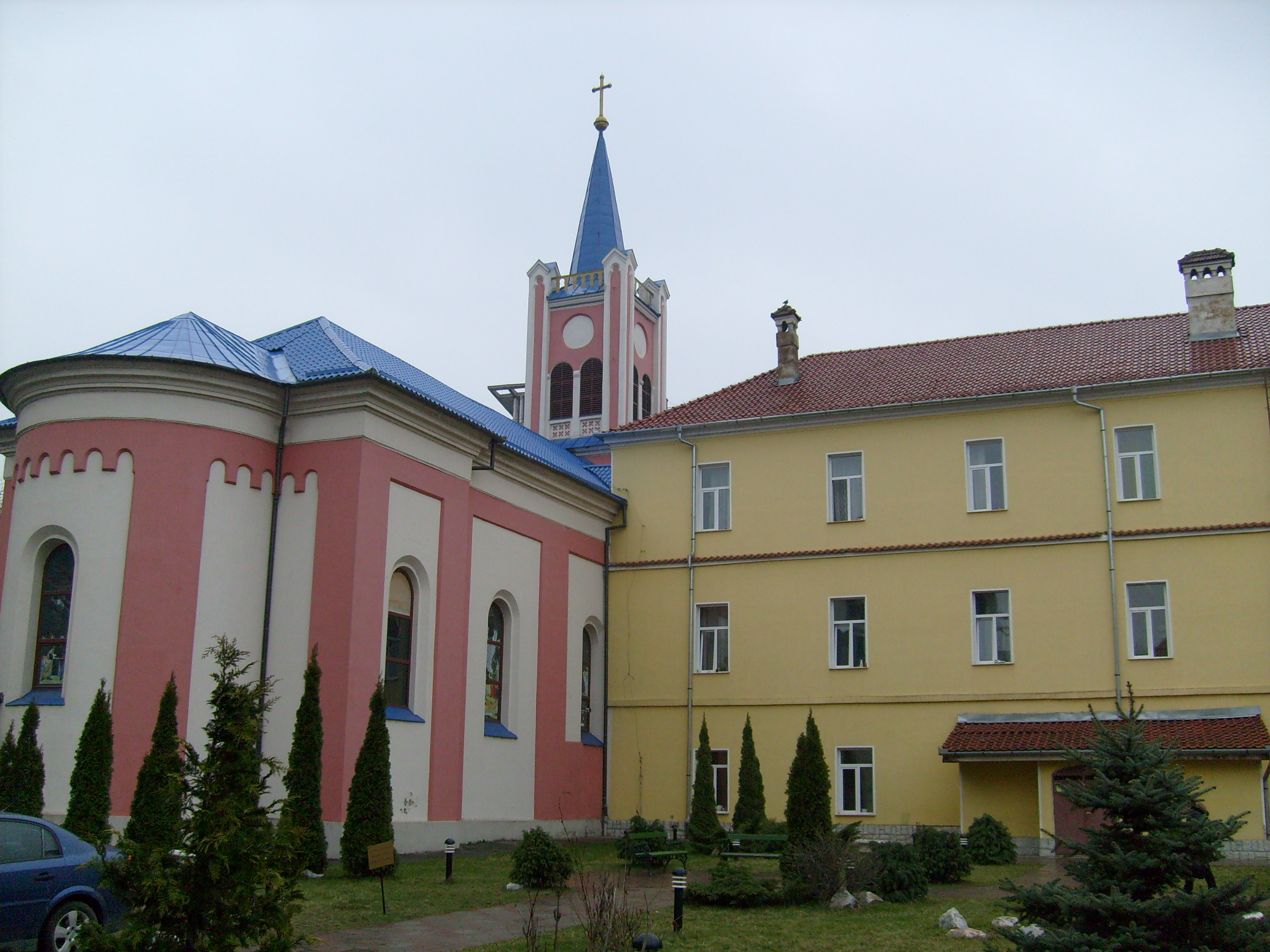
Vedere din curte

Biserica Seminarului Greco-Catolic din Oradea, cu hramul Sfântul Gheorghe, este un monument istoric și de arhitectură situat în municipiul Oradea, Parcul Traian nr. 20, pe malul drept al Crișului Repede. Lăcașul face corp comun cu clădirea Seminarului Teologic Greco-Catolic din Oradea.
Biserica este zidită din cărămidă, cu fundație de piatră, în stil neoromanic. Iconostasul este sculptat, iar pictura este realizată în patru registre, pe pânză și lemn. Frescele bisericii, realizate în anul 1907 în stil clasic, urmează păstrând proporțiile, schițele și cromatica picturii din Catedrala Greco-Catolică "Sf. Nicolae" din Oradea. 

## Istoric
Pe locul actualei biserici s-a aflat în evul mediu o biserică de rit latin (romano-catolică) închinată Sfântului Egidiu, existând câteva referințe despre parohii acesteia: în 1335 - Ioan și Nicolae; în 1422 - Ștefan, Crăciun; în 1460 - Andrei. Mai târziu, Parohia a contribuit cu 3 florini aur pentru cheltuielile Conciliului de la Trento (1545-1563). 
Între anii 1569 și 1579, biserica Sf. Egidiu s-a găsit sub stăpânirea calvinilor. În 1579 biserica a fost predată iezuiților, dar pentru interval scurt, căci în 1588 revine pe mâna calvinilor. Pe timpul stăpânirii turcești (1660-1692) biserica Sf. Egidiu este distrusă, rămânând doar unele porțiuni din fundație.
Oradea a fost eliberată de sub stăpânirea otomană în anul 1692, de către austrieci, cu aceștia venind și iezuiții. Pe locul fostei biserici Sf. Egidiu a fost construită una nouă. În această biserică a fost înmormântat în 1714 mareșalul Friederic de Lovenburg, iar în 1759 prefectul iezuit Francisc Polentari. Osemintele lor se află sub pardoseala bisericii, locurile respective fiind marcate cu câte o lespede, prefectul iezuit în mijlocul bisericii, respectiv mareșalul în partea de est.
Odată cu întemeierea Episcopiei Greco-Catolice de Oradea în 1777, împărăteasa Maria Terezia a transferat biserica pentru catolicii români. Cerând episcopul greco-catolic Ignațiu Darabant cedarea complexului pentru un seminar (lucru care s-a și întâmplat în 30 ianuarie 1792, prin împăratul Leopold al II-lea, porunca fiind emanată de Locotenența Regală din Budapesta și comunicat episcopului Ignațiu Dărăbant cu data de 21 februarie, Nr. 3230/1792), biserica iezuiților a devenit biserică seminarială, lăcaș folosit atât de seminariști, cât și de credincioșii români uniți greco-catolici din Oradea-Olosig.
În data de 16 martie 1847 biserica seminarială s-a surpat. Din generozitatea episcopului romano-catolic Francisc Szaniszlo s-a construit biserica de astăzi. Lucrările s-au finalizat în anul 1858, lăcașul fiind închinat Sfântului și Marelui Mucenic Gheorghe. 
În 1907 s-a introdus în biserică curentul electric, ocazie cu care biserica a fost renovată și zugrăvită.

## Biserica Seminarului în perioada comunistă
În 1948 parohul Alexandru Rațiu a fost arestat, iar Biserica Română Unită scoasă în afara legii. Statul comunist a trecut bunurile Bisericii Unite în folosința Bisericii Ortodoxe Române. Cu această ocazie, comuniștii au încredințat Biserica Seminarului Greco-Catolic Episcopiei Ortodoxe a Oradiei, care a înființat aici "Parohia Ortodoxă Sf. Gheorghe". 
În urma unei simple adrese scrisă de mână de către parohul noii parohii ortodoxe (17/11.02.1956), Tribunalul Popular al Orașului Oradea dispune rectificarea numelui proprietarului din "Biserica Seminarului Greco-Catolic" în "Parohia Ortodoxă Română Olosig Oradea", în baza decretului comunist nr. 358/1948.
În perioada gestionării parohiei de Biserica Ortodoxă, s-a renovat exteriorul bisericii, iar în interior s-a refăcut instalația electrică și cea de tragere a clopotelor. Biserica ar necesita intervenții urgente de recondiționare interioară, având în vedere înnegrirea în timp a frescelor prin aprinderea de lumânări, cât și distrugerea picturii pereților prin introducerea noului sistem de iluminare.

## Retrocedarea bisericii
În luna octombrie 2006 Episcopia Greco-Catolică de Oradea a solicitat două întâlniri cu partea ortodoxă pentru a discuta retrocedarea Bisericii Seminarului Greco-Catolic, întâlniri la care din partea ortodoxă nu s-a prezentat decât un laic. În 14 noiembrie 2006, în urma eșuării dialogului cu partea ortodoxă, Episcopia Greco-Catolică de Oradea a acționat în justiție Parohia Ortodoxă în vederea redobândirii Bisericii Seminarului Greco-Catolic.
În data de 22 aprilie 2008 Tribunalul Târgu Mureș a emis prima sentință admițând că Parohia Ortodoxă s-a întabulat fără titlu valabil asupra Bisericii Seminarului Greco-Catolic, hotărând predarea către partea greco-catolică a acestui lăcaș de cult. În data de 31 martie 2009 Curea de Apel Târgu Mureș a confirmat sentința pronunțată de tribunal.
Înalta Curte de Casație și Justiție a admis în data de 25 mai 2010 recursul formulat de parohia ortodoxă împotriva sentinței Tribunalului Mureș și deciziei Curții de Apel Târgu Mureș, a casat sentința și decizia Curții de Apel Mureș pe motiv de necompetență materială și a trimis cauza spre rejudecare pe fond la Judecătoria Târgu Mureș. Anterior, în data de 13 iunie 2007, chiar ÎCCJ trimisese cauza pentru judecare pe fond la Tribunalul Mureș. În data de 1 iulie 2011 Judecătoria Târgu Mureș a admis pe fond acțiunea și a obligat pârâta să predea reclamantei imobilului. Judecătoria Târgu Mureș a fost astfel a treia instanță care, de la începutul procesului în anul 2006, a dispus predarea imobilului către reclamantă.
În data de 13 martie 2012 Tribunalul Mureș a confirmat soluția instanței de fond. Curtea de Apel Târgu Mureș a respins în data de 24 ianuarie 2013 recursul formulat de Parohia Ortodoxă Sf. Gheorghe din Oradea, iar sentința instanței de fond a fost pusă în executare în data de 14 iunie 2013.